# Натолін (Соколівський повіт)
Натолін (пол. Natolin) — село в Польщі, у гміні Церанув Соколовського повіту Мазовецького воєводства.
Населення — 58 осіб (2011).
У 1975-1998 роках село належало до Седлецького воєводства.

## Демографія
Демографічна структура станом на 31 березня 2011 року:
|          | Загалом | Допрацездатний вік | Працездатний вік | Постпрацездатний вік |
| -------- | ------- | ------------------ | ---------------- | -------------------- |
| Чоловіки | 28      | 7                  | 18               | 3                    |
| Жінки    | 30      | 12                 | 11               | 7                    |
| Разом    | 58      | 19                 | 29               | 10                   |